# خيرات (غرغان)
خيرات (بالفارسية: خیرات) هي قرية تقع في غلستان في إيران. يقدر عدد سكانها بـ 377 نسمة بحسب إحصاء 2016.